# آسیاب کچلک
آسیاب کچلک مربوط به دوره قاجار است و در شهرستان میبد، بخش مرکزی، دهستان بفروئیه، روستای حسن‌آباد واقع شده و این اثر در تاریخ ۷ اسفند ۱۳۸۶ با شمارهٔ ثبت ۲۱۷۰۸ به‌عنوان یکی از آثار ملی ایران به ثبت رسیده است.